# Abdón Castro Tolay
Abdón Castro Tolay (conhecida também como Barrancas), fundada em outubro de 1919, é uma cidade no departamento de Cochinoca, na província de Jujuy, Argentina. 

## Localização
Pelas grandes salinas se chega à Abdón Castro Tolay, antigamente nomeada como Barrancas. É uma cidade de enormes paredões naturais que conversam pinturas rupestres. A cidade, que leva o nome de um professor que dedicou sua vida à comunidade, está sobre a rota provincial RP 75. A principal atividade da cidade é a criação de ovelhas, lhamas e produtos regionais, que reativou um empreendimento paralisado.